# Blasphemy made flesh
Blasphemy Made Flesh — дебютный студийный альбом канадской дэт-метал группы Cryptopsy, выпущенный в 1994 году на лейбле Invasion Records. Пластинка считается одной из знаковых работ экстремального метала 1990-х годов и заложила основу для дальнейшего звучания группы.